# Comté de Charles City
Le comté de Charles City est un comté de Virginie, aux États-Unis, fondé en 1634.
Le comté est situé au sud-est de Richmond et délimité par James River au sud et la rivière Chickahominy au nord. Il est l'un des quatre premiers boroughs créés par la Virginia Company en 1619 nommé dès cette époque en l'honneur du prince Charles qui deviendra plus tard Charles Ier. Lorsque la Virginie est devenue une colonie royale en 1634, il fut érigé en comté et fit partie des cinq comtés originaux de la Colonie. 
Le comté fait partie de l'aire métropolitaine de Richmond. Selon le recensement de 2010, la population du comté était 7 256 habitants pour une superficie de 558 km2. Son siège est Charles City.
Le comté est le lieu de naissance des 9e et 10e présidents des États-Unis : William Henry Harrison et John Tyler.

## Géolocalisation
|                       | Comté de New Kent      |                     |
| Comté de Henrico      | Comté de Charles City  | Comté de James City |
| Comté de Chesterfield | Comté de Prince George | Comté de Surry      |